# Trachelas quadridens
Trachelas quadridens is een spinnensoort uit de familie van de Trachelidae.
De wetenschappelijke naam van de soort werd in 1955 gepubliceerd door Otto Kraus.